# Ángela Pumariega
Ángela Pumariega Menéndez (Gijón, 12 novembre 1984) è una velista spagnola.

## Palmarès
Olimpiadi
- 1 medaglia:
  - 1 oro (Elliott 6m a Londra 2012).